# Lembit Nõmmeots
Lembit Nõmmeots, född 8 maj 1906 i Tartu, Guvernementet Livland, Kejsardömet Ryssland (nuvarande Estland), död 23 juli 1985 i Göteborg, var en estnisk-svensk målare.
Han var son till trädgårdsmästaren August Nõmmeots och Mathilde Krüger och från 1932 gift med läraren Magda Felice Tõkke samt far till Nancy Nõmmeots. Han studerade konst för Ants Laikmaa vid Estniska statens konstskola och vid konsthögskolan i Tartu. Nõmmeots kom till Sverige i slutet av andra världskriget. Tillsammans med Woldemar Tank ställde han ut på Hallands museum 1948 och tillsammans med sin dotter ställde han ut i Gällivare 1958 samt tillsammans med Wim Bosma i Umeå samma år. Separat ställde han ut i bland annat Borås och Göteborg. Han medverkade i samlingsutställningen Esposizione Internazionale Di Arte Sacra i Rom och i samlingsutställningar i Canberra, Köpenhamn, Montreal, Sidney och New York i Sverige medverkade han i utställningar med Föreningen nya konstnärsgruppen i Borås. Som illustratör illustrerade han Gert Helbemäes roman Õekesed.